# Ansel Adams
Ansel Easton Adams (20. veljače, 1902., San Francisco, SAD – 22. travnja, 1984., Monterrey, Meksiko) je slavni američki pejzažni fotograf. Jedan je od prvih umjetničkih fotografa.

## Životopis
Od 1914. do 1927. godine studirao je glazbu. U to vrijeme razvio je i snažno zanimanje za fotografiju koju je studirao od 1916. do 1917. godine s Frankom Dittmanom u San Franciscu. Godine 1916. Adams je prvi put posjetio dolinu nacionalnog parka Yosemite, u koju će se kasnije često vraćati kako bi je fotografirao.
Godine 1927. objavio je svoju prvu knjigu fotografija Fotografije Visoke Sierre (Parmelian Prints of the High Sierras), kojom je podignuo ugled pejzažne fotografije.
Godine 1932., zajedno s Brettom Westonom, Willardom Van Dykeom, Imogen Cunningham i drugima, osnovao je fotografsku skupinu f/64. Oni su poticali takozvanu "čistu fotografiju" pod čime su podrazumijevali istraživanje tehničkih mogućnosti kako bi dokazali da fotografija ima svoje umjetničke osobitosti.
Godine 1935. objavio je fotografski priručnik Stvaranje fotografije (Making a Photograph), a već sljedeće godine održao je samostalnu izložbu u galeriji Stieglitz. S ciljem priznavanja fotografije kao umjetnosti 1940. godine je, zajedno s Beaumont Newhall, ustanovio odsjek za fotografiju pri Muzeju moderne umjetnosti u New Yorku. Godine 1946. dobio je stipendiju Guggenheim, a 1958. nagradu Brehm Tehnološkog instituta Rochester.
U kasnijem razdoblju života dobio je brojne nagrade i priznanja od kojih se ističe Haselblad nagrada iz 1981. godine. Također se zalagao za očuvanje američke prirodne baštine.

## Izbor iz djela
- Tetonske planine s zmijolikom rijekom (The Tetons and the Snake River), Wyoming, (1942.)
- Sjeverna palisada s vjetrovite strane (1936.)
- Brana Boulder (1942.)
- Crkva u Taos Pueblu (1942.)
- U nacionalnom parku Glacier (1942.)
- Carlsbad 1942.
- Kanjon Chelly
- Večer nad jezerom McDonald, nacionalni park Glacier (1942.)
- Farmeri ispod planine Williamson (1943.)

## Vanjske poveznice
Mrežna mjesta
- Ansel Adams  Arhivirana inačica izvorne stranice od 4. studenoga 2006. (Wayback Machine), životopis Ansela Adamsa, www.zpub.com (engl.)
- The Ansel Adams Gallery, Galerija Ansel Adams, www.anseladams.com (engl.)
- Ansel Adams Museum Graphics  Arhivirana inačica izvorne stranice od 24. travnja 2016. (Wayback Machine), www.anseladams.org (engl.)
- [neaktivna poveznica], lumis.hr